# Sniper 5 - Fino all'ultimo colpo
Sniper 5 - Fino all'ultimo colpo (Sniper: Legacy) è un film del 2014 diretto da Don Michael Paul. É il quinto capitolo della saga Sniper.

## Trama
Un cecchino e disertore del 75° Reggimento Ranger USA, David Simpson sta uccidendo numerosi ex colleghi in Siria, nel corso della sanguinosa guerra civile. Brandon Beckett, un giovane cecchino delle forze speciali USA, viene a conoscenza che suo padre, il sergente in congedo Tom Beckett, è una delle vittime del cecchino. Durante la fase di ricerca dell'assassino Brandon scopre che il padre è ancora vivo e che gli ufficiali superiori gli hanno mentito solo per usarlo come esca.